# ميلتون أدولفوس
ميلتون أدولفوس (بالإنجليزية: Milton Adolphus)‏ هو عازف جاز وملحن أمريكي، ولد في 27 يناير 1913 في ذا برونكس في الولايات المتحدة، وتوفي في 16 أغسطس 1988 في هارويتش في الولايات المتحدة.